# 電力用半導体素子
電力用半導体素子（でんりょくよう はんどうたいそし）は、電力機器向けの半導体素子である。電力制御用に最適化されており、パワーエレクトロニクスの中心となる電子部品である。家庭用電化製品やコンピュータなどに使われている半導体素子に比べて、高電圧で大電流を扱えるのが特徴で、高周波動作が可能なものも多い。

## 概要
電力用半導体素子は、アナログ半導体に属する電力制御用の半導体素子であり、一般的にはパワーデバイスとも呼ばれ、整流ダイオード、パワートランジスタ（パワーMOSFET、絶縁ゲートバイポーラトランジスタ (IGBT)）、サイリスタ、ゲートターンオフサイリスタ (GTO)、トライアックなどがある。通電制御の可否にかかわらず（理想的には）一方向に損失なく電流を流すことができる素子を「バルブデバイス」と呼び、電力用半導体素子はそれに属しており「半導体バルブデバイス」と呼ばれる。
半導体技術の進歩によって大電力を扱う素子であっても応答速度は年々向上し続けており、電力制御装置全体の小型化に貢献している。また同時に低損失性も向上しており、省エネルギーと低発熱の観点からも採用範囲が広がっている。
定格電圧と定格電流は用途や素子の構造により異なるが、定格電圧は220V電源ラインと440V電源ラインに対応した600Vと1,200Vが一般的で、定格電流は1Aから1kA以上と幅が広い。また、鉄道車両には、3,300 - 4,500V、変電所などの制御用には4,500V - 8,000V定格の素子が用いられる。
複数の素子を1つのパッケージに納めたパワーモジュールや、制御回路・駆動回路・保護回路なども含めてモジュール化したインテリジェントパワーモジュール (IPM) もある。
また、高電圧を扱う用途では電磁ノイズに強く、絶縁性を高めながら高速応答性が求められるために、光トリガサイリスタ等、光信号をトリガとする半導体素子も使用される。
2020年代前半までは、電化製品や通信機器、電気自動車生産の伸びから電力用半導体の需要も高まるとされ、各社で生産体制の増強などが行われたが失速。2020年代半ばには生産調整や倒産する企業も現れた。

## 研究と開発

### パッケージ
パッケージの意義:
- 外部の回路に素子を接続する。
- 素子で発生した熱を放熱する。
- 外部の環境から素子を保護する。

電力素子の多くの信頼性のある方法は温度に関連する。研究は以下に主眼を置かれる。:
- 冷却性能
- 閉鎖された熱サイクルへの抵抗
- パッケージ素材の最大稼働温度

低電圧MOSFETは同様に樹脂の耐熱性によって制限される。
複数の汎用的な電力用半導体のパッケージはTO-220、TO-247、TO-262、TO-3、D2パック等がある。

### 構造の改良
IGBTの設計は今なお開発中で電圧が高まりつつある。高出力帯ではMOS制御式サイリスタは確約された素子である。主要な改良は通常のMOSFETの構造を踏襲している。

### 広禁制帯幅半導体
広禁制帯幅半導体によってシリコンを置き換える飛躍的な電力用半導体として期待される。現時点で炭化ケイ素(SiC)は最も有力である。SiC ショットキーダイオードは耐圧が1,200 Vで1,200 V JFETとして市販されている。大電流と高速性を併せ持つ。バイポーラ素子は(20 kVまでの)高電圧のために開発された。この利点により、炭化ケイ素は(400°Cまでの)高温でシリコンよりも熱抵抗が小さく、冷却が容易である。また窒化ガリウム(GaN)も高周波半導体素子として有望である。